# Lijn D (metro van Rotterdam)
Metrolijn D is een metrolijn van de Rotterdamse metro. De lijn heeft als lijnkleur turquoise/cyaan en loopt van station Rotterdam Centraal naar metrostation De Akkers in Spijkenisse.

## Geschiedenis
Lijn D was de eerste metrolijn van Nederland. Hij is op 9 februari 1968 in dienst genomen onder de naam Noord-Zuidlijn en was destijds de kortste metrolijn ter wereld met een lengte van 5,9 kilometer: van het Centraal Station, door de speciaal aangelegde tunnel onder de Nieuwe Maas naar Zuidplein. In 1997 werd de naam gewijzigd in Erasmuslijn; onder de Nieuwe Maas loopt de tunnel enkele tientallen meters ten oosten van de Erasmusbrug. Vanaf 13 december 2009 wordt de naam Erasmuslijn echter niet meer gebruikt en worden de Rotterdamse metrolijnen aangeduid met letters.
Totdat in 2002 de Beneluxlijn voltooid werd was de Erasmuslijn de enige metrolijn naar Spijkenisse. In de piek van de ochtendspits vertrok er toen elke drie minuten een metro van vier rijtuigen vanaf Rotterdam Centraal naar station De Akkers. Na voltooiing van de Beneluxlijn (Lijn C) ging een deel van de metro's vanuit Rotterdam over Schiedam naar Spijkenisse rijden, waardoor het aantal ritten en de lengte van de treinen op lijn D werd teruggebracht.
Op metrolijn D worden anno 2023 twee routes gereden: Rotterdam Centraal – De Akkers en Rotterdam Centraal – Slinge. Met het gereedkomen van de keervoorziening in Pijnacker Zuid heeft de RET voorbereidingen getroffen voor een derde route: Pijnacker Zuid - De Akkers, ter versterking van Lijn E op het traject Pijnacker Zuid - Rotterdam Centraal. Sinds de doortrekking van metrolijn E naar Slinge wordt vanaf 11 december 2011 het trajectdeel Rotterdam Centraal – Slinge gezamenlijk met lijn E bereden.

## Huidige exploitatie
De metro's op lijn D rijden de gehele dag tussen de stations Rotterdam Centraal en De Akkers. Op sommige tijden rijden er in het centrum tussen Rotterdam Centraal en Slinge versterkingsritten. De lijn rijdt met de frequenties als in onderstaande tabel.
| Tijdstip      | Weekfrequenties       | Weekfrequenties | Weekfrequenties | Weekfrequenties | Vakantiefrequenties   | Vakantiefrequenties | Vakantiefrequenties | Vakantiefrequenties |
| Tijdstip      | Maandag t/m donderdag | Vrijdag         | Zaterdag        | Zondag          | Maandag t/m donderdag | Vrijdag             | Zaterdag            | Zondag              |
| ------------- | --------------------- | --------------- | --------------- | --------------- | --------------------- | ------------------- | ------------------- | ------------------- |
| 05.45 - 07.00 | 4x/uur                | -               | -               | -               | 4x/uur                | -                   | -                   | -                   |
| 07.00 - 08.00 | 12x/uur               | 12x/uur         | 4x/uur          | 2x/uur          | 8x/uur                | 8x/uur              | 4x/uur              | 2x/uur              |
| 08.00 - 09.00 | 12x/uur               | 12x/uur         | 4x/uur          | 4x/uur          | 8x/uur                | 8x/uur              | 4x/uur              | 4x/uur              |
| 09.00 - 11.00 | 6x/uur                | 6x/uur          | 4x/uur          | 4x/uur          | 4x/uur*               | 4x/uur*             | 4x/uur              | 4x/uur              |
| 11.00 - 15.00 | 6x/uur                | 6x/uur          | 6x/uur          | 4x/uur*         | 4x/uur*               | 4x/uur*             | 4x/uur*             | 4x/uur*             |
| 15.00 - 17.30 | 12x/uur               | 12x/uur         | 4x/uur          | 4x/uur*         | 8x/uur                | 8x/uur              | 4x/uur*             | 4x/uur*             |
| 17.30 - 18.00 | 6x/uur                | 6x/uur          | 4x/uur          | 4x/uur          | 8x/uur                | 8x/uur              | 4x/uur              | 4x/uur              |
| 18.00 - 19.00 | 6x/uur                | 6x/uur          | 4x/uur          | 4x/uur          | 4x/uur                | 4x/uur              | 4x/uur              | 4x/uur              |
| 19.00 - 00.30 | 4x/uur                | 4x/uur          | 4x/uur          | 4x/uur          | 4x/uur                | 4x/uur              | 4x/uur              | 4x/uur              |
| 00.30 - 01.30 | -                     | 2x/uur          | 2x/uur          | -               | -                     | 2x/uur              | 2x/uur              | -                   |

(*) Op deze tijden rijdt er ook 4×/uur een metro tussen Rotterdam Centraal en Slinge.
De exploitatie vindt plaats vanaf de remise Waalhaven, tussen de stations Slinge en Rhoon, en vanaf de opstelsporen achter station De Akkers in Spijkenisse. Op de remise Waalhaven is ook de werkplaats aanwezig waar de metro's onderhouden worden. Voor bepaald onderhoud moeten de metro's via een verbindingstunnel bij Leuvehaven naar de remise 's-Gravenweg aan de metrolijnen A, B en C.

## Materieel
Sinds 2002 worden op de lijn vrijwel uitsluitend metro's uit de 5300-serie ingezet.
Sinds 2014 worden op deze lijn ook metro's uit de 5600-serie ingezet.
Op werkdagen, overdag, en in het weekend wordt er gereden met treinen van drie gekoppelde rijtuigen uit de 5300-serie en enkele twee gekoppelde rijtuigen uit de 5600-serie. In de avond (maandag t/m donderdag en in het weekend) worden de tweewagentreinen SG3 ontkoppeld tot enkele stellen. Op vrijdag en zaterdag wordt er niet ontkoppeld.
Vanaf december 2008 hebben er als proef rijtuigen uit de 5500-serie gereden, die bedoeld waren voor metrolijn E. Sinds de volledige ingebruikname van metrolijn E gebeurt dit echter ook, maar nu slechts incidenteel omdat deze rijtuigen nodig zijn voor lijn E.

## Galerij
- Voorbereiding ondertunneling Nieuwe Maas, 1960

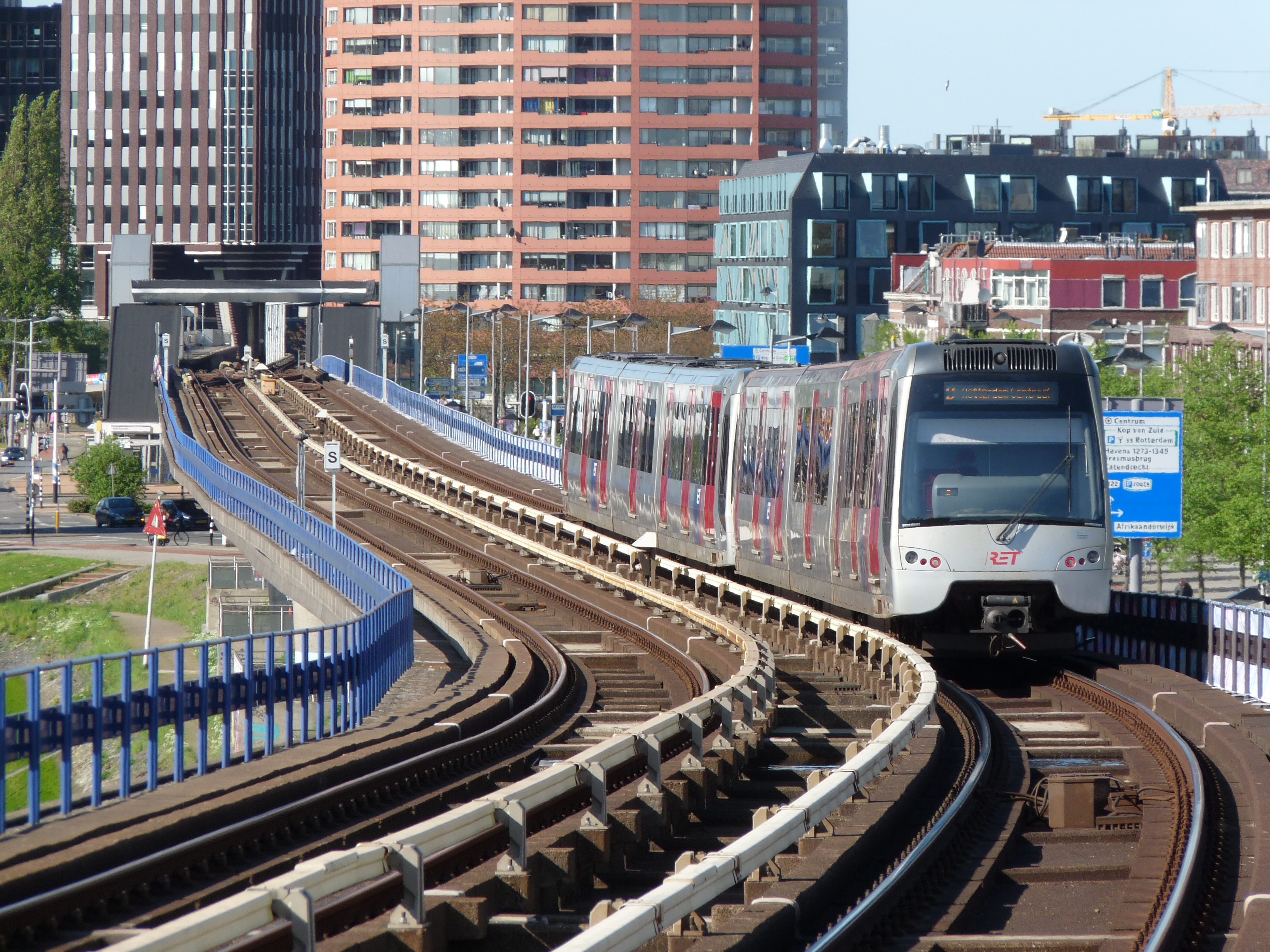
Metrolijn D ter hoogte van station Maashaven
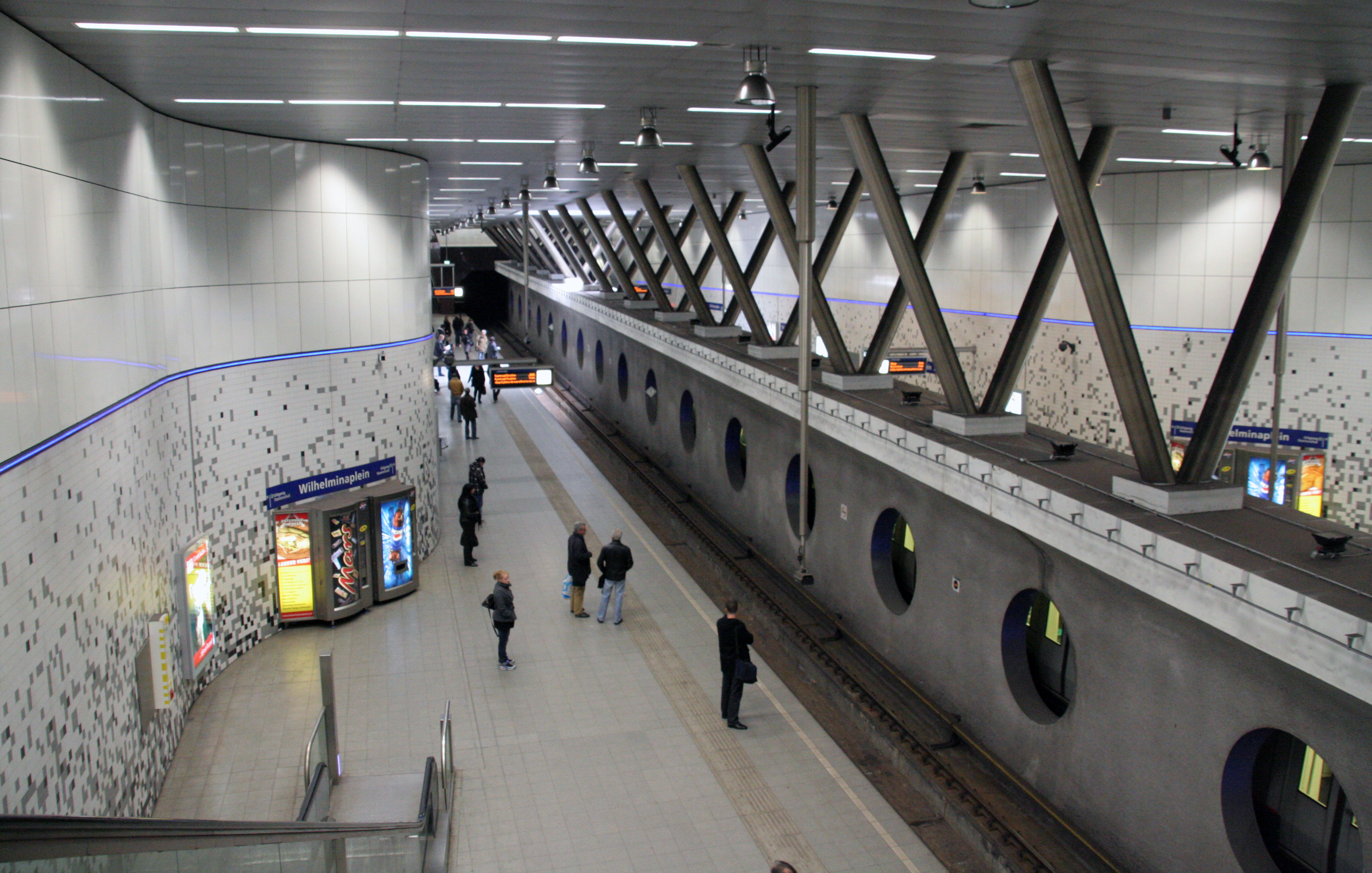
Metrolijn D bij station Wilhelminaplein